# The Maid Freed from the Gallows
The Maid Freed from the Gallows (La Jeune Fille libérée de la potence) est l'un des titres d'une vieille chanson populaire de plusieurs siècles. La chanson parle d'une jeune fille condamnée suppliant pour que quelqu'un achète sa liberté.
Dans la collection de ballades compilées par Francis James Child à la fin du XIXe siècle, elle est indexée comme Child Ballad numéro 95 et est décomposée en onze variantes, certaines fragmentaires, allant de 95A à 95K. Elle existe également dans des versions folkloriques dans différents pays. Leadbelly l'enregistre pour la première fois en 1939 sous le nom The Gallis Pole, mais la version la plus célèbre est celle du groupe de rock anglais Led Zeppelin, intitulée Gallows Pole sur l'album Led Zeppelin III, publié en 1970.

## Synopsis
Bien qu'il existe de nombreuses formes, toutes les versions racontent une histoire similaire. Une jeune femme célibataire sur le point d'être pendue (pour des raisons inconnues) plaide avec le bourreau, ou le juge, pour attendre l'arrivée de quelqu'un qui peut le corrompre. La première personne (ou personnes) arrivée, qui sont soit le père, la mère, le frère et sœur, n'ont rien apporté et viennent souvent de voir son pendu. La dernière personne à arriver, souvent son véritable amour, a apporté l'or pour la sauver.
Le refrain typique serait:
« Hangman, hangman, hangman / slack your rope awhile.
I think I see my father / ridin’ many a mile.
Father, did you bring any silver? / father, did you bring any gold,
Or did you come to see me / hangin’ from the gallows pole? »
« No, I didn’t bring any silver, / no I didn’t bring any gold.
I just come to see you / hangin’ from the gallows pole.»
« Bourreau, bourreau, bourreau / relâchez votre corde un moment.
Je crois que je vois mon père / arriver au loin.
Père, avez-vous apporté tout l'argent? / père, avez-vous apporté de l'or,
Ou es-tu venu me voir / Pendue à la potence ? »
« Non, je n'ai pas apporté d'argent, / non, je n'ai pas apporté d'or.
Je viens juste de te voir / Pendue à la potence. »
Il a été suggéré que la référence à « l'or » ne peut pas signifier or réel pour un pot de vin, mais peut au contraire se comprendre comme la restauration symbolique de l'honneur de la jeune fille, peut-être une preuve de sa virginité ou la fidélité,. Une telle interprétation pourrait expliquer pourquoi un certain nombre de variations de la chanson parlent de la jeune fille (ou un homme condamné) qui demande si ses visiteurs ont apporté leur or ou payé leur cotisation. Dans au moins une version, la réponse est : « I haven't brought you gold / But I have paid your fee » (« Je ne vous ai pas apporté d'or / Mais j'ai payé les frais »).
Un autre nom pour la chanson est «The Prickly Bush» (« Le Buisson Épineux »), un titre dérivé du refrain souvent utilisé déplorant la situation de la jeune fille en l'assimilant à être pris dans un buisson épineux, dans lequel les épines déchirent son cœur. Dans les versions portant ce thème, le refrain typique peut ajouter :
O the prickly bush, the prickly bush,
It pricked my heart full sore;
If ever I get out of the prickly bush,
I'll never get in any more.
O le buisson épineux, le buisson épineux,
Il piqua mon cœur de grands maux ;
Si jamais je sors du buisson épineux,
Je ne tomberai jamais plus dedans.

## Origine
La chanson apparaît dans de nombreuses langues autres que l'anglais. Une cinquantaine de versions ont été signalées en Finlande, où elle est connue sous le titre « Lunastettava neit o». Elle est intitulée « Den Bortsålda » en Suède, et « Die Losgekaufte » en Allemagne. En version lituanienne, c'est une bonne qui demande à ses proches le paiement de la rançon avec leurs meilleurs animaux ou des biens (épée, maison, couronne, bague, etc.). La jeune fille maudit ses parents qui refusent de renoncer à leurs biens et bénit son fiancé, qui la rachète. Dans une version hongroise, appelée « Feher Anna », recueillie par Béla Bartók dans son étude « The Hungarian Folk Song », Le frère d'Anna, Lazlo, est emprisonné pour avoir volé des chevaux. Anna dort avec le juge Horváth pour le libérer, mais ne parvient pas à épargner sa vie. Elle régale le juge de 13 malédictions.
Francis James Child trouvait la version en langue anglaise « défectueuse et déformée », en le sens où dans la plupart des cas la logique narrative avait été perdue et seule la séquence de la rançon restait. De nombreuses variantes européennes expliquent la raison de la rançon : l'héroïne a été capturée par des pirates. Parmi les textes qu'il imprima, un, le (95F), avait « dégénéré » en un jeu d'enfants, tandis que d'autres avaient survécu dans en un chant-fable dans le nord anglais, le ballon d'or (ou clé). Child décrivit des exemples supplémentaires venant des îles Féroé, la Russie ou encore la Slovénie. Plusieurs d'entre elles mentionnent un homme être racheté par une femme.

## Variantes
Dans certaines versions, le protagoniste est un homme. Cela semble être plus répandu aux États-Unis, où l'exécution des femmes était rare. Le crime pour lequel le protagoniste va être pendu est parfois mentionné. La femme peut être détenue en otage par des pirates ou, elle a volé quelque chose à son employeur. D'autres exemples parlent d'elle ayant perdu un précieux ballon d'or,.
Dans les chansons de Bob Dylan « Seven Curses », la jeune fille n'est pas la seule à être pendue, mais également son père, pour avoir volé un étalon. La femme essaie d'acheter la liberté de son père au juge, qui répond: « gold will never free your father/ the price my dear is you instead » (« l'or ne libérera jamais votre père / le prix, ma chère, c'est que vous preniez sa place »). La jeune fille accepte le prix terrible du juge, mais se réveille le lendemain matin pour découvrir que son père a été pendu peu avant.

## Gallows Poleet l'ère de la musique enregistrée

### La version par Lead Belly
Huddie « Lead Belly » Ledbetter d'abord enregistré « The Gallis Pole » dans les années 1930. Son interprétation est disponible sur Folkways, et a récemment été rééditée par la Bibliothèque du Congrès. La chanson est interrompue plusieurs fois par des digressions parlées sur le thème.

### Les versions par Judy Collins et Bob Dylan
Judy Collins a interprété la chanson « Anathea » tout au long de 1963 (y compris une interprétation en 1963 au Newport Folk Festival), crédité de Neil Roth et Lydia Wood. C'est une thématique similaire à la version hongroise « Feher Anna », même dans le détail du nom du frère (Lazlo). Elle est apparue sur son troisième album, sorti au début de 1964.
L'album folk de Dayle Stanley « A Child Of Hollow Times », à peu près à la même époque, inclus une version non créditée de cette chanson (« d'origine grecque »), sous le nom de « Ana Thea ».
Bob Dylan a enregistré en 1963 « Seven Curses » durant les sessions de l'album, Freewheelin’. La chanson raconte une histoire similaire, mais du point de vue de la fille du condamné. La chanson de Dylan a été enregistrée par de nombreux artistes.
La version définitive folklorique de la chanson est sans celle que Nic Jones a enregistré sous le titre de « Prickly Bush » sur l'album Unearthed. La chanson a également été jouée par Spiers & Boden.

### La version par Led Zeppelin
Le groupe anglais Led Zeppelin a enregistré la chanson pour son album Led Zeppelin III en 1970. L'album marque un changement du style du groupe vers l'acoustique, influencé par un séjour de Jimmy Page et Robert Plant dans un cottage appelé Bron-Yr-Aur, dans la campagne galloise.
Le guitariste de Led Zeppelin Jimmy Page s'est inspiré de la version de Fred Gerlach,. Sur l'album, la chanson a été créditée ainsi : « Traditional arrangement by Page and Plant ». Dans la version de Led Zeppelin, malgré les pots de vin qu'il accepte, le bourreau procède néanmoins à l'exécution.
Crédits
- Robert Plant: chant
- Jimmy Page: guitares acoustiques, guitare électrique, banjo
- John Paul Jones: guitare basse, mandoline
- John Bonham: batterie